# Малое Баландино
Малое Баландино — упразднённая деревня в Красноармейском районе Челябинской области России. Входила в состав Лазурненского сельсовета. Исключена из учётных данных в 1983 году.

## География
Располагалась на левом берегу реки Миасс в месте пересечения ее региональной дорогой 75К139 «Петровский - Сычево - Лазурный», на расстоянии примерно 0,5 км по прямой к северу от деревни Сычёво.

## История
По данным на 1926 год посёлок Мало-Баландино состоял из 89 хозяйств. В административном отношении входил в состав Черкасовского сельсовета Миасского района Челябинского округа Уральской области.
По данным на 1970 год входила в состав Лазурненского сельсовета. В ней размещалась бригада 1-го отделения совхоза «Лазурный».
Исключена из учётных данных решением Челябинского облисполкома от 8 февраля 1983 года № 78.

## Население
| 1970 | 1977 | 1983 |
| ---- | ---- | ---- |
| 100  | ↘22  | ↘0   |

По переписи 1926 года в поселке проживало 482 человека (221 мужчина и 261 женщина), в том числе русские составляли 100 % населения.